# KNBニュース
『KNBニュース』（ケイエヌビーニュース）は、北日本放送（KNB）のテレビ・ラジオで放送されているスポットニュース番組である（テレビ放送での表記はKNB NEWS）。
2005年9月30日まで、KNBにおけるスポットニュース番組は、本番組と『北日本新聞ニュース』があったが、翌日からこのタイトルに統一された。

## 基本放送時間

### テレビ
午前中の放送は、実質的に『NNNストレイトニュース』の県内ローカル部分として放送されている。また、土曜・日曜の午後の放送は特別番組など、番組編成の都合により時間が変更になる場合がある。
平日
- 11:39 - 11:45
  - 2020年3月までは、15:50 - 15:55の枠でも放送されていた。

土曜
- 11:33 - 11:38
- 14:55 - 15:00（『KNBニュースフラッシュ』として放送）

日曜
- 11:38 - 11:45
- 16:55 - 17:00

毎日
- 20:54 - 21:00

### ラジオ
ほぼ毎正時から放送。★印は天気予報とともに放送。ジングルには「KNBニュース」のコールが入る。ワイド番組内包時間帯は時間が流動的。
平日
- 7:24 / 8:15 / 8:35（『KNBモーニングすくらんぶる』に内包）
- 10:02 / 11:00（『とれたてワイド朝生!』に内包）
- ★12:07 - 12:15
  - 『KNBデイリーライン』の県内ニュースとして放送。12:01 - 12:07は文化放送の『ランチタイム ニュース』をネットしている[2]。
- 13:05 / 14:00 / 15:00（『でるラジ』に内包）
  - 14:00は『北日本新聞ニュース』時代からの名残で、提供スポンサーの有無に関わらずニュース終了後に北日本新聞のCMが入る。
- 16:40
- 17:45（『イブニングbox』に内包[3]）

土曜
- ★8:15
- 9:55
- 11:00 / ★12:00 / 13:00 / 14:00（『高原兄の5時間耐久ラジオ 長て長てこたえられんが』に内包）
  - 14:00は平日も同じく『北日本新聞ニュース』時代からの名残で、提供スポンサーの有無に関わらずニュース終了後に北日本新聞のCMが入る。
- 15:55（『伊東四朗 吉田照美 親父・熱愛』に内包）
- 17:50（『イブニングbox』に内包[3]）

日曜
- 10:59
- ★12:00
- 17:50（『イブニングbox』に内包[3]）